# Campionatul de Fotbal al României 1912/1913
Čtvrtý ročník Campionatul de Fotbal al României (Rumunského fotbalového mistrovství) se konal od 17. února do 17. května 1913. Oficiální název zněl Cupa Hans Herzog 1913.  
Turnaje se zúčastnilo nově již šest týmů v jedné skupině. Titul získal poprvé ve své klubové historii Colentina AC Bukurešť.